# Красная Слудка
Красная Слудка — село в Добрянском районе Пермского края. Входит в состав Краснослудского сельского поселения.

## Географическое положение
Красная Слудка расположена в южной части Добрянского района, на берегу Чусовского залива Камского водохранилища.
Приблизительно в 1 км к северу от села с запада на восток проходит участок Лёвшино — Няр Свердловской железной дороги, на котором в районе деревни расположен остановочный пункт Красная Слудка (до января 2022 года — 12 км).

## Население
| 2010 |
| ---- |
| 50   |

## Топографические карты
- Лист карты O-40-65 Пермь. Масштаб: 1 : 100 000. Издание 1979 г.